# Атташ
Атта́ш (фр. attaché — прикрепление) — декоративная рельефная накладка на предмет (или резьба) в виде протомы, скульптурной головы человека или животного, миниатюрной скульптуры и т. д..

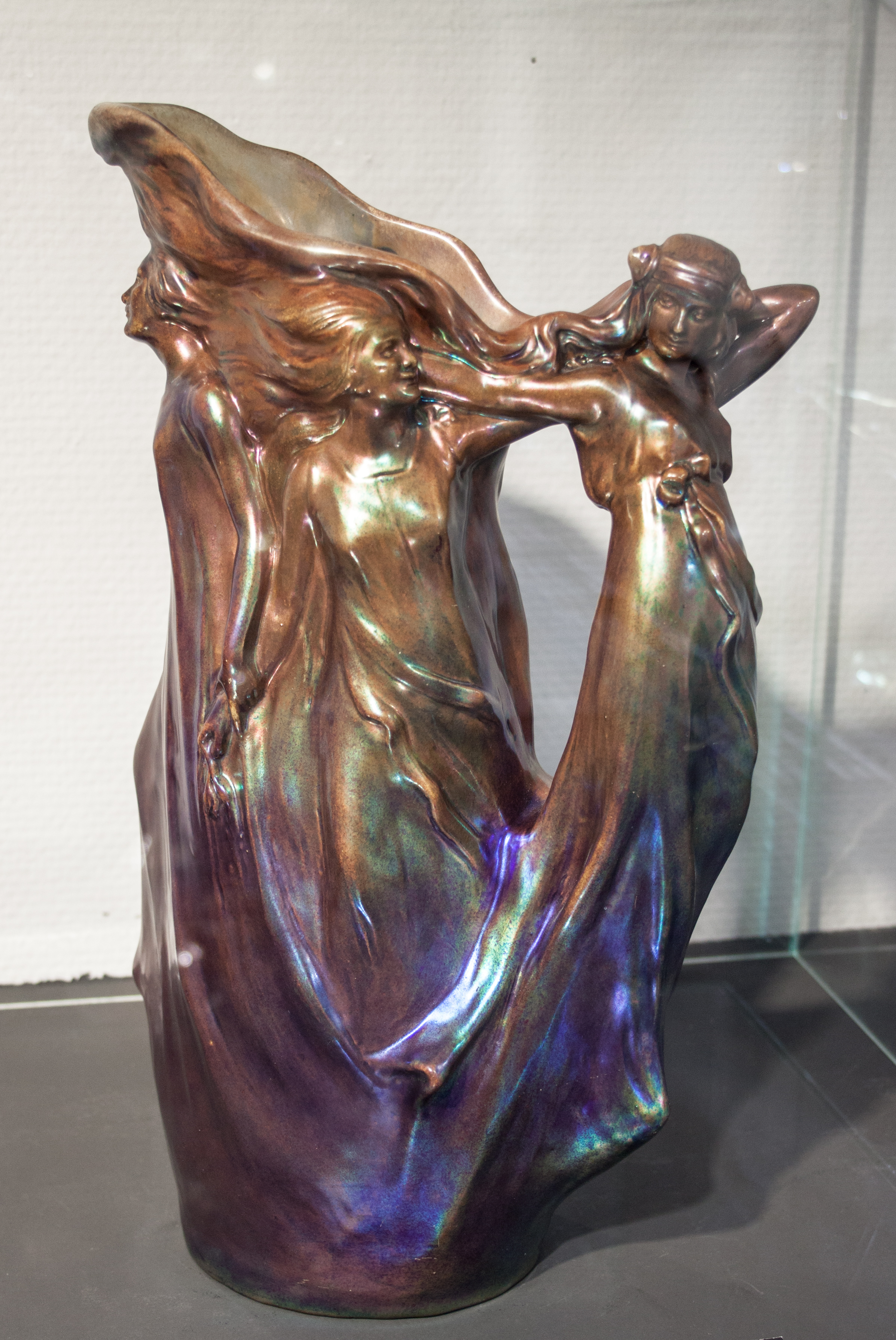
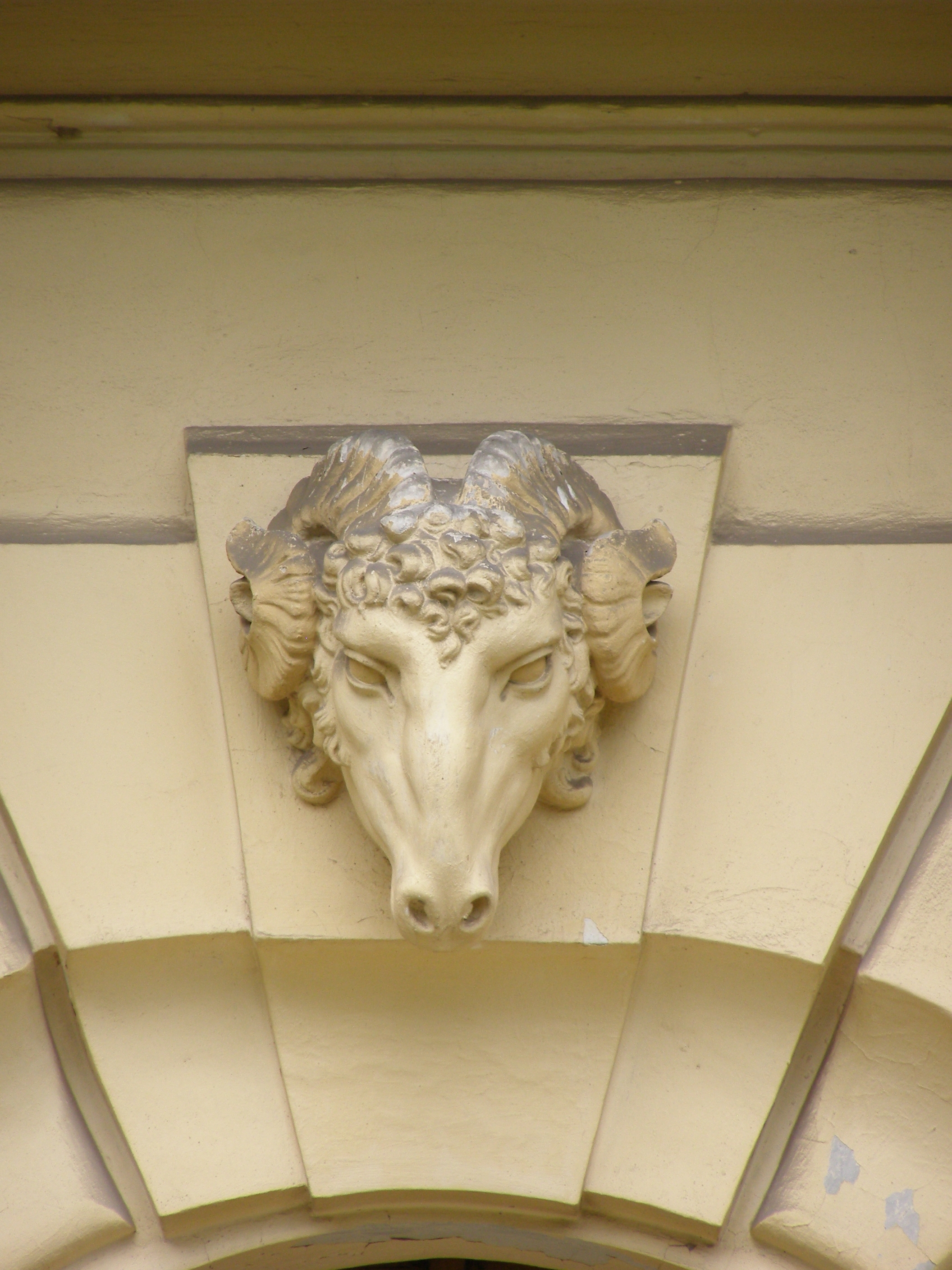
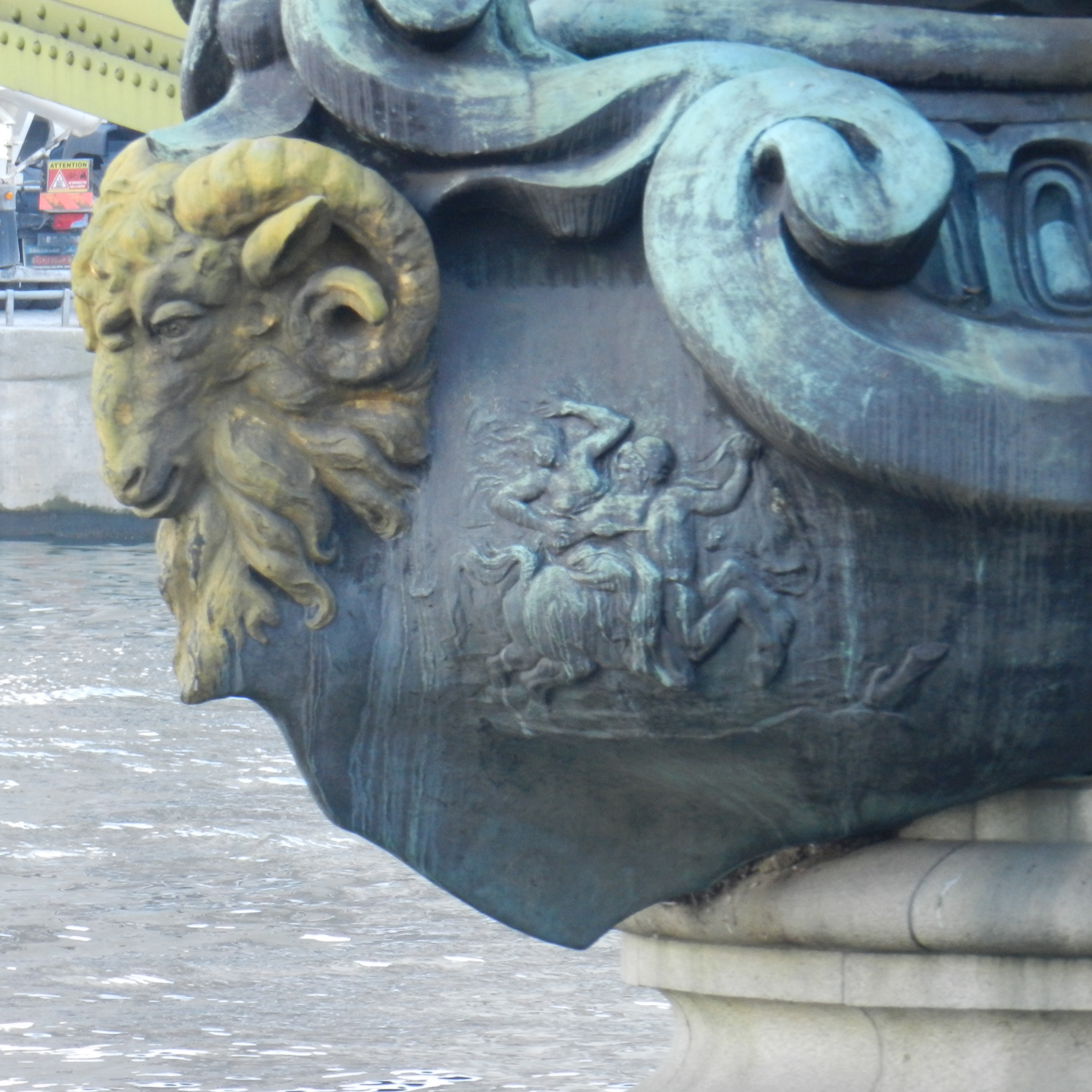
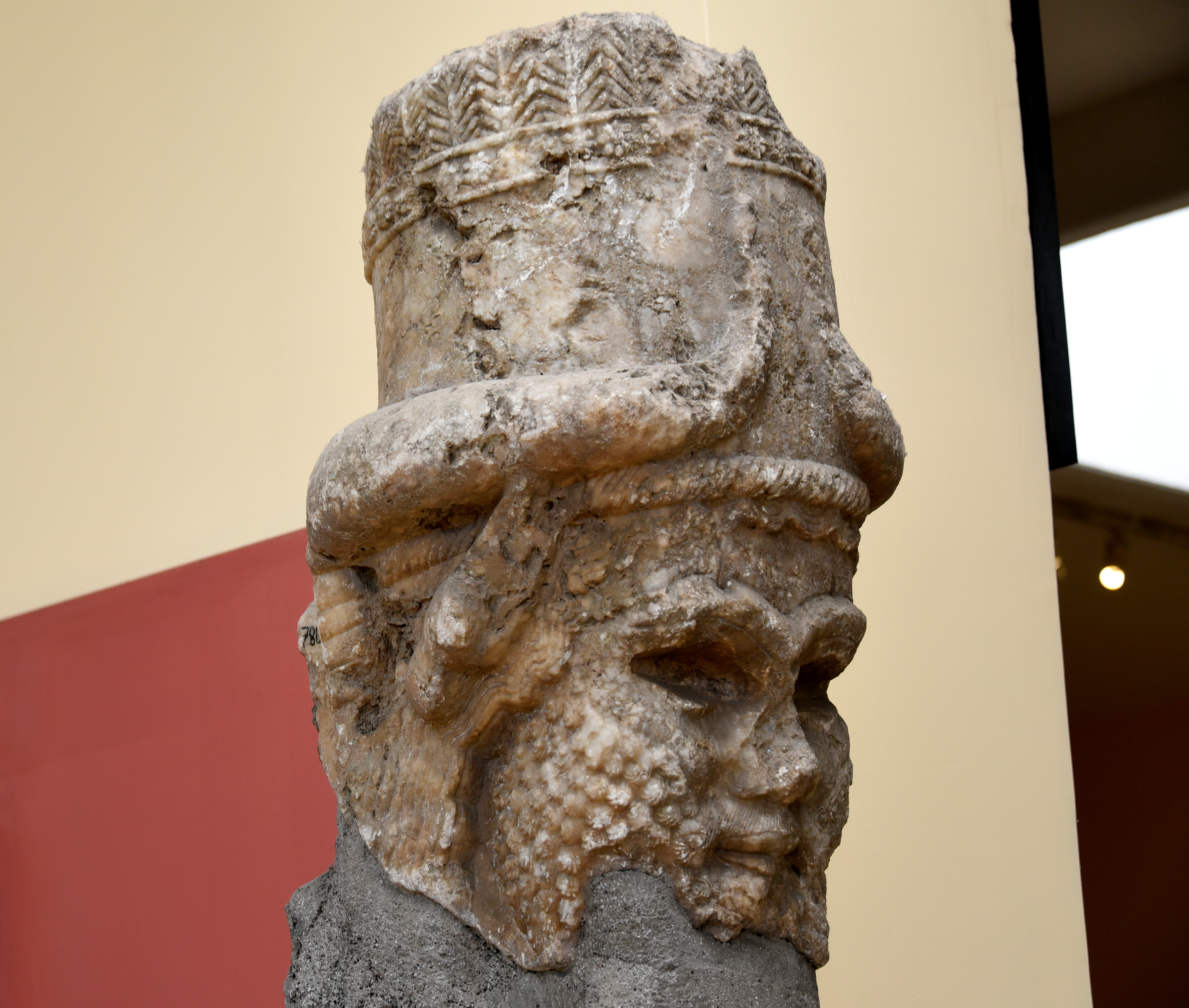
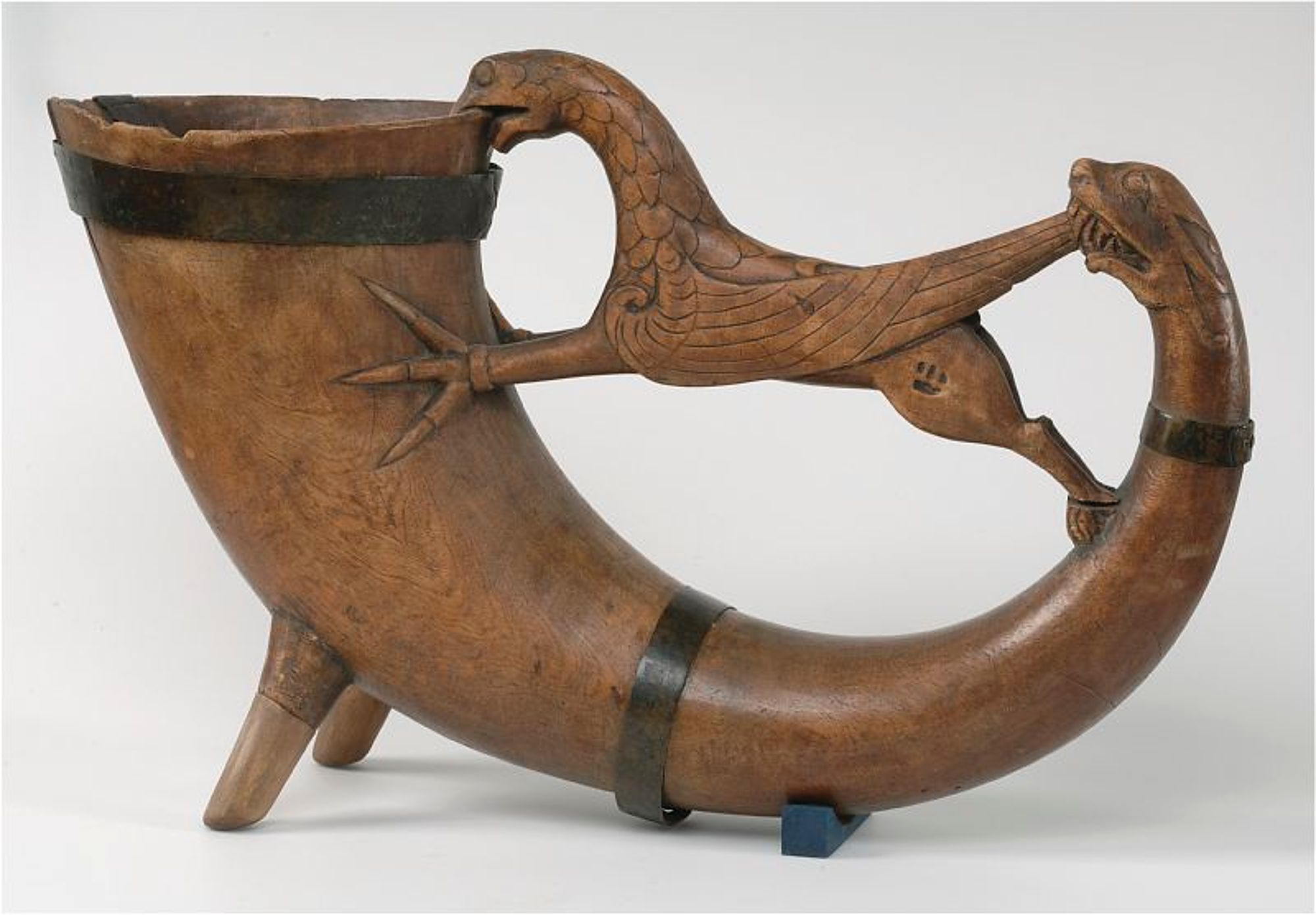
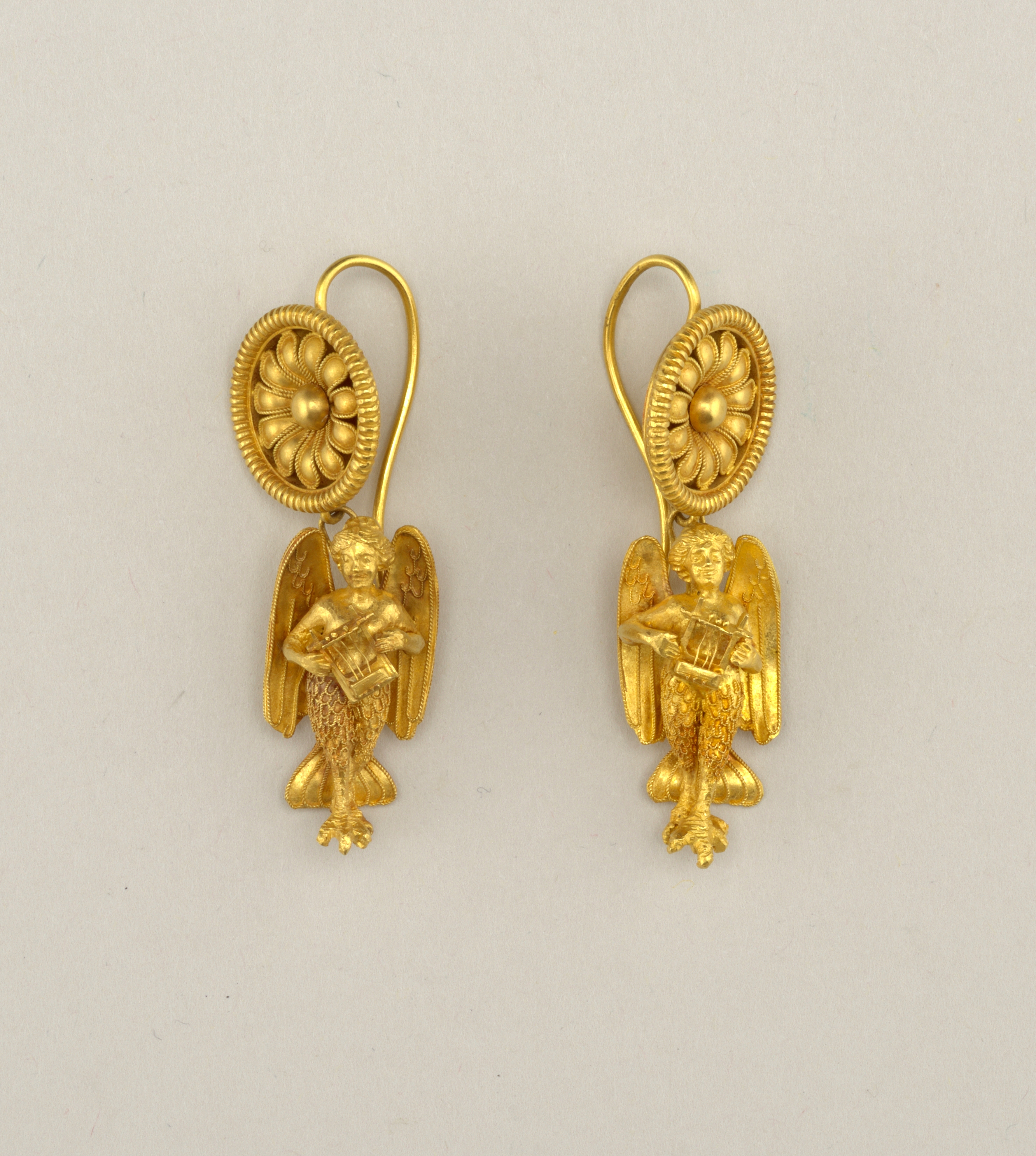

В статье про Шверинский курган в Крыму так описывается найденный в кургане бронзовый сосуд: «Бронзовый сосуд представлен полностью сохранившейся ручкой с верхним и нижним атташами, двумя фрагментами венчика сосуда и двумя фрагментами его дна». Греческие атташи представлены (в основном) двумя категориями существ — мужских и женских грифонов и сирен.